# Simon Lessing
Simon Christopher Lessing (Ciudad del Cabo, Sudáfrica, 12 de febrero de 1971) es un deportista británico, de origen sudafricano, que compitió en triatlón.
Ganó siete medallas en el Campeonato Mundial de Triatlón entre los años 1992 y 1999, y cuatro medallas en el Campeonato Europeo de Triatlón entre los años 1991 y 1994. Además, obtuvo una medalla de oro en el Campeonato Mundial de Triatlón de Larga Distancia de 1995 y una medalla de plata en el Campeonato Mundial de Ironman 70.3 de 2006.

## Palmarés internacional
| Campeonato Mundial | Campeonato Mundial         | Campeonato Mundial | Campeonato Mundial |
| Año                | Lugar                      | Medalla            | Prueba             |
| ------------------ | -------------------------- | ------------------ | ------------------ |
| 1992               | Huntsville (Canadá)        | Medalla de oro     | Individual         |
| 1993               | Mánchester (Reino Unido)   | Medalla de plata   | Individual         |
| 1995               | Cancún (México)            | Medalla de oro     | Individual         |
| 1996               | Cleveland (Estados Unidos) | Medalla de oro     | Individual         |
| 1997               | Perth (Australia)          | Medalla de bronce  | Individual         |
| 1998               | Lausana (Suiza)            | Medalla de oro     | Individual         |
| 1999               | Montreal (Canadá)          | Medalla de plata   | Individual         |
| Campeonato Europeo |                            |                    |                    |
| Año                | Lugar                      | Medalla            | Prueba             |
| 1991               | Ginebra (Suiza)            | Medalla de oro     | Individual         |
| 1992               | Lommel (Bélgica)           | Medalla de plata   | Individual         |
| 1993               | Echternach (Luxemburgo)    | Medalla de oro     | Individual         |
| 1994               | Eichstätt (Alemania)       | Medalla de oro     | Individual         |

| Campeonato Mundial | Campeonato Mundial | Campeonato Mundial | Campeonato Mundial |
| Año                | Lugar              | Medalla            | Prueba             |
| ------------------ | ------------------ | ------------------ | ------------------ |
| 1995               | Niza (Francia)     | Medalla de oro     | Individual         |

| Campeonato Mundial | Campeonato Mundial          | Campeonato Mundial | Campeonato Mundial |
| Año                | Lugar                       | Medalla            | Prueba             |
| ------------------ | --------------------------- | ------------------ | ------------------ |
| 2006               | Clearwater (Estados Unidos) | Medalla de plata   | Individual         |